# Förstakammarvalet i Sverige 1906
Förstakammarvalet i Sverige 1906 var ett val i Sverige. Valet utfördes av landstingen och i de städer som inte hade något landsting utfördes valet av stadsfullmäktige. 1906 fanns det totalt 761 valmän, varav 751 deltog i valet.
I Östergötlands läns valkrets, Jönköpings läns valkrets, Älvsborgs läns valkrets, Gävleborgs läns valkrets och Norrbottens läns valkrets ägde valet rum den 18 september. I Hallands läns valkrets, Västernorrlands läns valkrets och Västerbottens läns valkrets ägde valet rum den 19 september. I Kronobergs läns valkrets ägde valet rum den 20 september. I Stockholms stads valkrets, Västmanlands läns valkrets och Kopparbergs läns valkrets ägde valet rum den 24 september. I Kristianstads läns valkrets ägde valet rum den 25 september och i Kalmar läns södra valkrets ägde valet rum den 26 september.

## Valresultat
| Parti  | Parti                     | Röster | Valda | Mandatfördelning | Mandatfördelning | Mandatfördelning |
| Parti  | Parti                     | Röster | Valda | FK 1906          | FK 1907          | +/-              |
| ------ | ------------------------- | ------ | ----- | ---------------- | ---------------- | ---------------- |
|        | Protektionistiska partiet | 447    | 11    | 101              | 100              | -1               |
|        | Moderata partiet          | 224    | 4     | 37               | 35               | -2               |
|        | Högervilde                | 47     | 1     | 0                | 1                | +1               |
|        | Partilösa                 | 161    | 4     | 11               | 13               | +2               |
|        | Övriga                    | 292    | 0     | 1                | 1                | +-0              |
| Totalt | Totalt                    | 1 171  | 20    | 150              | 150              | +-0              |

Det protektionistiska partiet behöll alltså egen majoritet.

## Invalda riksdagsmän
Stockholms stads valkrets:
- Emil Kinander, mod
- Eduard Fränckel, prot
- Gustaf Richert, mod
- Knut Wallenberg, högervilde

Östergötlands läns valkrets:
- Ludvig Douglas, prot

Jönköpings läns valkrets:
- Carl Wennberg, prot

Kronobergs läns valkrets:
- Klas Hugo Bergendahl

Kalmar läns södra valkrets:
- Carl Birger Hasselrot, prot
- Ossian Berger

Kristianstads läns valkrets:
- Louis Ljungberg

Hallands läns valkrets:
- Elis Heüman, prot

Älvsborgs läns valkrets:
- Axel Hedenlund (politiker), prot

Västmanlands läns valkrets:
- Sam Clason, prot
- Alexander Hamilton, prot

Kopparbergs läns valkrets:
- Ernst Trygger, prot

Gävleborgs läns valkrets:
- Tord Magnuson, mod
- Robert Almström, prot

Västernorrlands läns valkrets:
- Gustaf Sparre

Västerbottens läns valkrets:
- Oscar Bremberg, mod

Norrbottens läns valkrets:
- Emil Berggren, prot

## Fotnoter
1. ↑  Siffrorna avser de sammanlagda röstetalen för de riksdagsledamöter som tillhörde respektive parti och valdes under detta år. Rösterna på kandidater som tillhörde partierna men inte vann ett riksdagsmandat har alltså sorterats in under "övriga". Röstetalen på valkretsnivå är hämtade från SCB och riksdagsledamöternas partitillhörigheter är baserade på uppgifter från bokserien Tvåkammarriksdagen 1867–1970.
2. ↑  En vänstervilde